# Bajolchén
Bajolchén är en ort i Mexiko.   Den ligger i kommunen Chenalhó och delstaten Chiapas, i den sydöstra delen av landet, 700 km öster om huvudstaden Mexico City. Bajolchén ligger 1 685 meter över havet och antalet invånare är 112.
Terrängen runt Bajolchén är kuperad åt sydost, men åt nordväst är den bergig. Terrängen runt Bajolchén sluttar norrut. Runt Bajolchén är det ganska tätbefolkat, med 134 invånare per kvadratkilometer. Närmaste större samhälle är Pantelhó, 15,8 km nordost om Bajolchén. Omgivningarna runt Bajolchén är en mosaik av jordbruksmark och naturlig växtlighet.